# Diocèse d'Eldoret
 (mars 2019).
Le diocèse d'Eldoret (Dioecesis Eldoretensis) est un siège de l'Église catholique suffragant de l'archidiocèse de Kisumu au Kenya. Il comptait en 2013 un nombre de 537 000 baptisés sur 1 926 000 habitants. Le siège épiscopal est occupé par Mgr Dominic Kimengich depuis novembre 2019.

## Territoire
Le diocèse recoupe les districts d'Uasin Gishu, Keiyo et Marakwet dans la province de la vallée du Rift.
Le siège épiscopal et la ville d'Eldoret, où se trouve la cathédrale du Sacré-Cœur.
Le territoire est subdivisé en 45 paroisses.

## Histoire
La préfecture apostolique d'Eldoret est érigée le 29 juin 1953 par la bulle Quae ad christifidelium de Pie XII, recevant son territoire du diocèse de Kisumu (aujourd'hui archidiocèse).
Le 13 octobre 1959, la préfecture apostolique est élevée en diocèse par la bulle Christianorum societas de Jean XXIII. À l'origine, il est suffragant de l'archidiocèse de Nairobi.
Le 11 janvier 1968, il cède une partie de son territoire à l'avantage de la nouvelle préfecture apostolique de Lodwar (aujourd'hui diocèse) et du diocèse de Nakuru.
Le 21 mai 1990, il fait partie de la province ecclésiastique de l'archidiocèse de Kisumu.
Le 3 avril 1998, il cède une autre portion de son territoire pour le nouveau diocèse de Kitale.
Le 10 juillet 2025, une partie de son territoire est détaché par le Léon XIV afin d'ériger le diocèse de Kapsabet.

## Ordinaires

### Préfet apostolique
- 29 janvier 1954-13 octobre 1959 : Joseph Houlihan (Joseph Brendan Houlihan), SPS

### Évêques
- 13 octobre 1959-19 octobre 1970 : Joseph Houlihan (Joseph Brendan Houlihan), SPS, promu évêque.
- 19 octobre 1970-25 octobre 1988 : John Njenga (1928-2018)
- 2 avril 1990-†30 octobre 2017 : Cornelius Arap Korir (Cornelius Kipng’eno Arap Korir)
- depuis le 16 novembre 2019 : Dominic Kimengich

## Statistiques
Le diocèse à la fin de l'année 2013 comprenait, sur une population de 1 926 000 habitants, 537 000 baptisés, correspondant à 27,9% du total.
Il est divisé en 45 paroisses où travaillent 93 prêtres (dont 80 diocésains et 13 réguliers), soit un prêtre pour 5 774 baptisés, 30 religieux et 211 religieuses.